# Katzenwels
Der (Braune) Katzenwels oder Zwergwels (Ameiurus nebulosus) stammt aus Nordamerika und nimmt dort die gleiche ökologische Nische ein wie der Europäische Wels in Europa. Ebenso wie dieser besitzt der Katzenwels einen breiten und flachen Kopf mit einem großen Maul. Dieses ist von vier Paar Barteln umgeben, die er zur Nahrungssuche verwendet. Der Europäische Wels besitzt hingegen nur drei Paar Barteln.
Ein wichtiges Unterscheidungsmerkmal zum einheimischen Wels ist eine strahlenlose Fettflosse, die sich zwischen Rücken- und Schwanzflosse befindet. Außerdem erreicht der Katzenwels mit einer Länge von etwa 40 bis 50 Zentimetern und einem Gewicht von etwa zwei Kilogramm bei weitem nicht dessen Größe.
Als beliebter Speisefisch wurde der Katzenwels auch außerhalb seines natürlichen Verbreitungsgebiets eingesetzt. In den Vereinigten Staaten hat sich das Fischen von Katzenwelsen mit der bloßen Hand, das so genannte Noodling, zu einem Sport entwickelt.
Katzenwelse haben an der Rückenflosse und an der Brustflosse kleine Stacheln und versuchen sich farblich an die Umgebung anzupassen.